# Linia kolejowa Husiatyn – Kopyczyńce
Linia kolejowa Husiatyn – Kopyczyńce – linia kolejowa na Ukrainie łącząca stację Husiatyn ze stacją Kopyczyńce. Znajduje się w obwodzie tarnopolskim, w rejonie husiatyńskim. Zarządzana jest przez Kolej Lwowską (oddział ukraińskich kolei państwowych).
Linia na całej długości jest jednotorowa i niezelektryfikowana.

## Historia
Linia ta stanowi fragment dawnej Galicyjskiej Kolei Transwersalnej powstałej w 1884. Początkowo linia leżała w Austro-Węgrzech. Był to wówczas końcowy fragment Galicyjskiej Kolei Transwersalnej, do I wojny światowej bez połączenia transgranicznego z Rosją. W latach 1918–1945 linia znajdowała się w Polsce. Istniało wówczas jej przedłużenie przez Zbrucz do Sowietów, lecz nie prowadzono na nim ruchu transgranicznego. W czasach austriackich i polskich na tym fragmencie linii znajdowały się trzy stacje: Kopyczyńce, Wasylkowce i Husiatyn. W wyniku powojennych zmian granicznych linia znalazła się w Związku Sowieckim. Od 1991 leży na Ukrainie.